# Lasioglossum subrussatum
Lasioglossum subrussatum är en biart som först beskrevs av Cockerell 1922.  Lasioglossum subrussatum ingår i släktet smalbin, och familjen vägbin. Inga underarter finns listade i Catalogue of Life.

## Bildgalleri

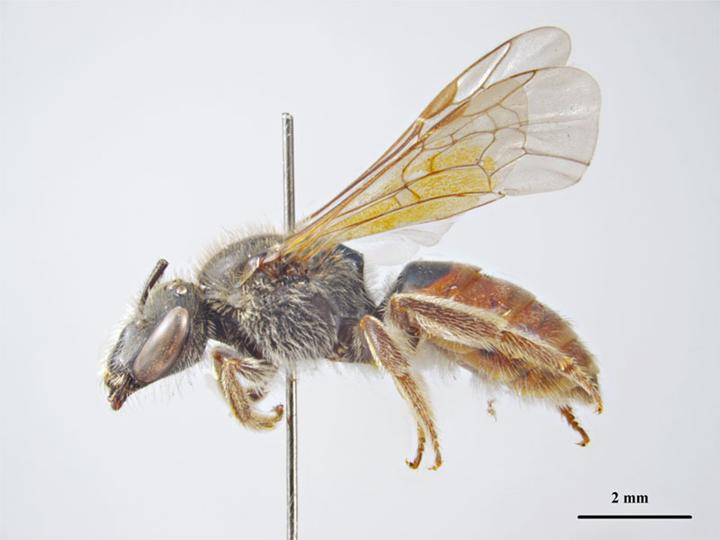
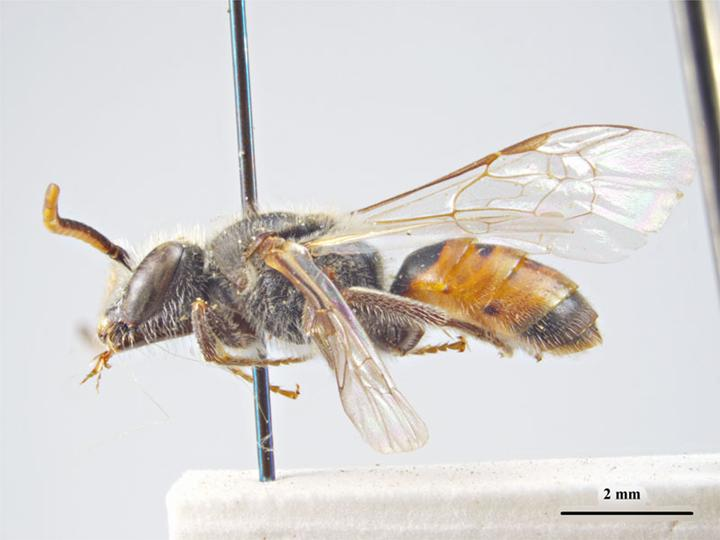